# Ksenia Solo
Ksenia Solo, née le 8 octobre 1987 à Riga en Lettonie, est une actrice canado-lettonne. Elle est connue pour son rôle de Natasha « Tasha » Siviac dans Life Unexpected. Elle apparaît également dans le film oscarisé Black Swan en tant que Veronica, une rivale du personnage de Nina Sayers, puis obtient un rôle principal dans la série canadienne Lost Girl et apparaît dans la série télévisée américaine Nikita.
En 2011, elle a joué dans un pilote pour la chaîne américaine Fox intitulé Locke & Key qui n'a pas été retenu pour la saison 2011-2012.

## Biographie
La famille de l'actrice part s'installer à Toronto alors qu'elle a cinq ans. Elle fait de la danse classique jusqu'à l'âge de quatorze ans, quand une blessure au dos la contraint d'arrêter.
Elle incarne Zoey Jones dans la série télévisée Presserebelle.com transmise par la chaîne de télévision canadienne RTPA. En 2005 et 2006, elle est récompensée par le Prix Gemini dans la catégorie de la meilleure performance dans la série  pour enfants ou la jeunesse (Best Performance in a Children's or Youth Program or Series). Elle enchaîne les apparitions dans plusieurs autres séries et projets télévisés, notamment dans Kojak.
En 2010, Solo joue le rôle de Veronica dans Black Swan, de Darren Aronofsky, mettant en vedette Natalie Portman et Mila Kunis,.
Solo est co-vedette dans la série Lost Girl dans le rôle de Kenzi, la meilleure amie humaine du succube, Bo. Elle avait le  rôle récurrent de Natasha "Tasha" Siviac dans la série américaine Life Unexpected.
En 2015, elle rejoint la distribution de Turn incarnant le personnage de Peggy Shippen,. Elle apparait aussi régulièrement comme Shay dans la série canadienne Orphan Black.
En 2018, elle rejoint la distribution de la série Project Blue Book incarnant le personnage de Susie Miller, une agent secret russe particulièrement séduisante.

## Filmographie

### Cinéma
- 2001 : A Man of Substance (Court-métrage) : Hannah
- 2003 : The Republic of Love : Micheline
- 2010 : Black Swan : Veronica
- 2011 : The Factory (film) : Emma
- 2016 : Another You : Sydney
- 2016 : In Search of Fellini : Lucy
- 2016 : Pet de Carles Torrens : Holly

### Télévision
- 2000 : I Was a Sixth Grade Alien (série télévisée) : Xhanthippe
- 2000 : Invasion planète Terre (Earth: Final conflict) (série télévisée) : Kathy Simmons
- 2001 : Un été en Louisiane (My Louisiana Sky) (Téléfilm) : Abby Lynn Anders
- 2001 : À l'épreuve de l'amour (What Girls Learn) (Téléfilm) : Une fille
- 2002 : Aventure et associés (Adventure Inc) (série télévisée) : Natalie
- 2002 : La rançon de la haine (Sins of the Father) (Téléfilm) : Lucinda
- 2003 : La Loi d'une mère (Defending Our Kids: The Julie Posey Story) (Téléfilm) : Kristyn Posey
- 2004-2008 : Presserebelle.com (série télévisée) : Zoey Jones
- 2005 : Kojak (série télévisée) : Angela Howard
- 2005 : Mayday (en) (Téléfilm) : Amy Stein
- 2006 : Menace au paradis (Téléfilm) : Erin Benson
- 2007 : Cold Case : Affaires classées (série télévisée) : Lena
- 2008 : Moonlight (série télévisée) : Bonnie Morrow
- 2009 : The Cleaner (série télévisée) : Callie Bell
- 2009 : Crime Stories (série télévisée) : Une serveuse
- 2010-2011 : Life Unexpected (série télévisée) : Natasha Siviac
- 2010-2015 : Lost Girl (série télévisée) : Mackenzie "Kenzi" Malikov
- 2011 : Nikita (série télévisée) : Irina
- 2014-2017 : Turn (série télévisée) : Peggy Shippen
- 2015 : Orphan Black (série télévisée) : Shay
- 2018 : Project Blue Book (série télévisée) : Susie Miller